# Adolph Meyer
Den här sidan handlar om ritmästaren Adolph Meyer. För den svensk-tyske affärsmannen, se Friedrich Adolph Meyer.
Moritz Adolph Meyer, född 26 december 1780 i Köpenhamn, död 7 september 1861 i Göteborg, var en dansk-svensk ritmästare, litograf, målare och tecknare.
Han var son till handlanden Abraham Meyer och hans hustru Gitel och från 1814 gift med Fredrique Bähr samt far till Ludvig Meyer. Han studerade vid den Det Kongelige Danske Kunstakademi i Köpenhamn där han tilldelades en silvermedalj och flyttade efter studierna till Göteborg 1806. För att dryga ut inkomsterna gav han privatlektioner i teckning och då elevantalet ökade etablerade han ett eget ritinstitut 1818. Men redan 1812 anställdes han som ritlärare vid gymnasiet i Göteborg och han upprätthöll den tjänsten fram till 1851. Meyer som var en duktig litograf etablerade vid sidan av sitt arbete en stentrycksanstalt där han utförde tryck på beställning bland annat tryckte han aktiebreven till Carl Johans kyrkobygge i Majorna och aktiebreven till Göteborgs badhus vid Skeppsbron. Båda dessa aktiebrev var illustrerade av Meyer. Han överlät sin stentryckspress till sin son och dennes kompanjon 1852. Endast en obetydlig rest av hans arbeten utförda med pensel och ritstift finns bevarad medan det finns relativt gott om litograferade arbeten. Han utgav läroboken Ritkonsten .